# Gheorghi Valentinovici Plehanov
Gheorghi Valentinovici Plehanov (n. 29 noiembrie 1856 (S.N. 11 decembrie) — d. 30 mai 1918 (S.V. 17 mai)) a fost un revoluționar rus și un teoretician marxist. A fost unul dintre fondatorii mișcării social-democrate din Rusia. Plehanov a avut contribuții în domeniul filozofiei și al rolului artei și religiei în societate, din punctul de vedere marxist. În activitatea sa politică a adoptat pseudonimul Volghin, de la râul Volga. Unii istorici apreciază că acest nume l-a influențat pe tânărul revoluționar Vladimir Ilici Ulianov care a adoptat numele Lenin, de la râul Lena, din opoziție față de politica lui Plehanov.
Inițial un narodnic, un lider al organizației „Pământ și Libertate”, după  emigrarea din Rusia în 1880 a stabilit legături cu mișcarea social-democrată vest-europeană și a început să studieze lucrările lui Karl Marx și Friedrich Engels, fiind astfel determinat să renunțe la narodnicism și să devină un marxist convins.
În 1883, el a fondat în Elveția grupul „Emanciparea Muncii”, care populariza marxismul printre revoluționarii ruși. În momentul în care grupul s-a destrămat, el a intrat în Partidul Social Democrat al Muncii din Rusia (PSDMR), unde l-a întâlnit pe Lenin, cu care a și colaborat o vreme.
În 1903, la al doilea congres al PSDMR, Plehanov s-a despărțit de Lenin și de bolșevici și a trecut de partea menșevicilor. Pe durata Primului Război Mondial, se opunea „internaționalismului proletar” al bolșevicilor, având o poziție „naționalistă” și militând pentru luptă până la înfrângerea Germaniei.
El s-a întors în Rusia la puțină vreme după izbucnirea Revoluției din Octombrie, dar a părăsit țara din nou datorită ostilității lui față de bolșevici. A murit de tuberculoză în Terijoki, Finlanda (în prezent, Zelenogorsk, Sankt Peterburg, Rusia).

## Opera
- Dezvoltarea viziunii moniste a istoriei
- Eseu despre istoria materialismului
- Concepția materialistă a istoriei
- Rolul personalităților în istorie
- Probleme fundamentale ale marxismului